# Клаймат Пледж Арена

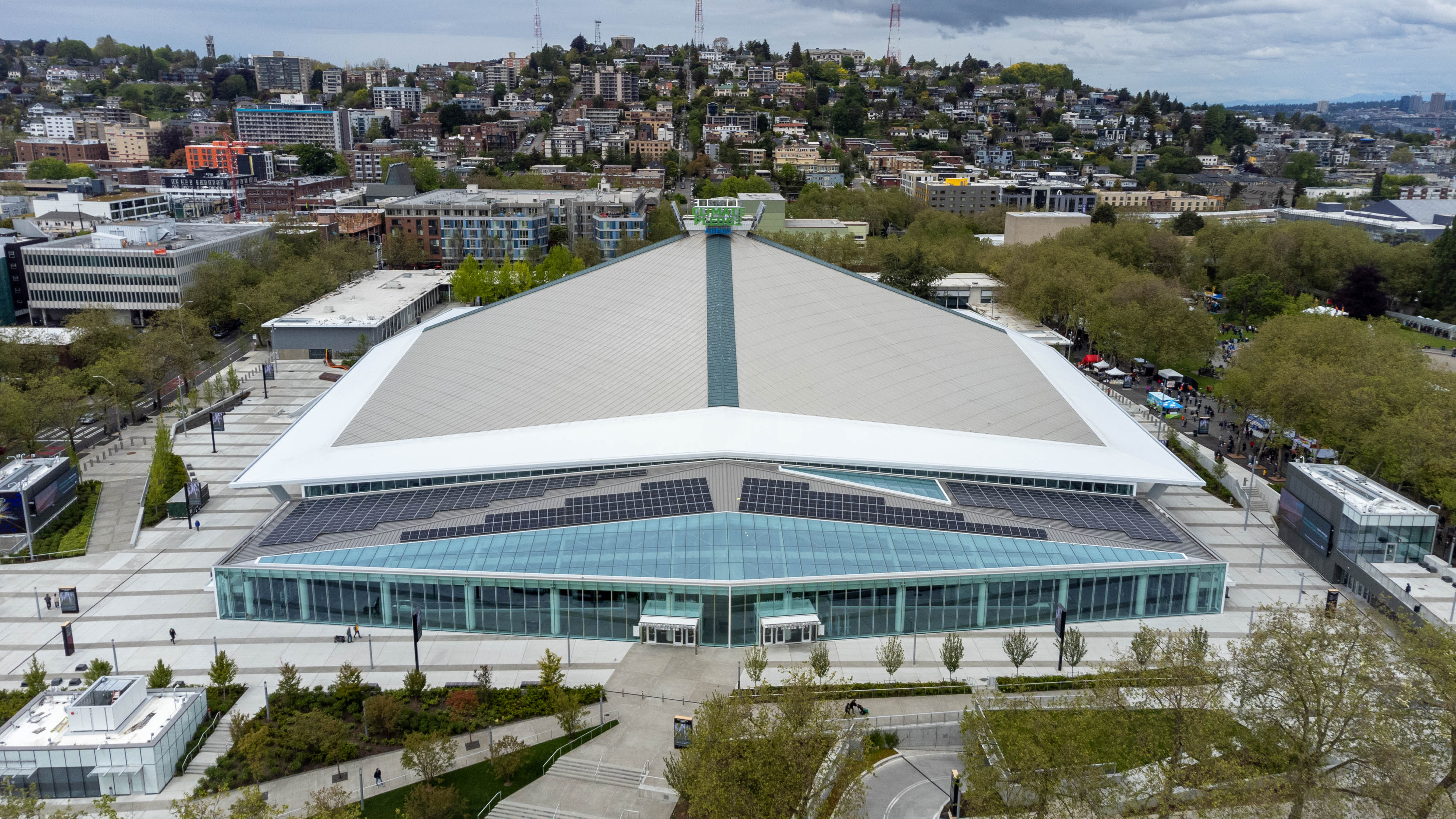
«Клаймат Пледж Арена» у 2022 році

47°37′20″ пн. ш. 122°21′15″ зх. д. / 47.622222222222° пн. ш. 122.35416666667° зх. д.
«Клаймат Пледж Арена» (англ. Climate Pledge Arena) — спортивний комплекс у Сіетлі, Вашингтон (США), відкритий у 1962 році. Місце проведення міжнародних змагань з кількох видів спорту і домашня арена для команди Сіетл Суперсонікс, НБА.

## Місткість
- Баскетбол — 17 072
- Хокей із шайбою — 15 177

## Колишні назви
- «Кі-арена» (англ. Key Arena) — з 1995 по 2020 рік